# Horde blanche
 (septembre 2017).
Si vous disposez d'ouvrages ou d'articles de référence ou si vous connaissez des sites web de qualité traitant du thème abordé ici, merci de compléter l'article en donnant les références utiles à sa vérifiabilité et en les liant à la section « Notes et références ».
1227 – XVe siècle
La Horde blanche (kazakh : Ақ-Орда ; tatar : Ақ-Орда ; mongol : Цагаан Орд ou Цагаан Ордны улс), est une horde ou khanat, constitutif de l'Empire mongol, situé à l'est de la Horde bleue et de la Horde d'or.
Ourous Khan, khan de la Horde blanche dans la seconde moitié du XIVe siècle, est considéré comme l'ancêtre direct du Khanat kazakh.

## Khans
1. Orda (1226 ou 227 à environ 1251) ;
2. Khounguiran (~1251-1280) ;
3. Khüinchi (1280-1302) ;
4. Bayan Khan (1302-1309) ;
5. Satiboukha (1309/1310-1320) ;
6. Ilbassan (1320-1344) ;
7. Tchymtaï Khan (en) (1344-1361) ;
8. Qara Noghaï (1361-1364) ;
9. Toughlouq Temür (dates inconnues) ;
10. Qoutlouq Hodja (dates inconnues) ;
11. Moubarak Hodja (1366-1369) ;
12. Ourous Khan (1369-1377) ;
13. Toktakia (en) (1377)
14. Temür-Malik (en) (1377-1378)
15. Tokhtamych (1376-1391) ; avant qu'il ne réunifie la Horde d'or, Arabchakh Khan (ru) (règne 1377-1380) y régnait ;
16. Koïritchak (en) (1391-1420) ;
17. Barak Khan (en) (1420-1456).

## Histoire

### Origine
La Horde blanche est connue sous différente dénominations telles qu'Ulus Orda, ou l'Aq Orda ; il s'agit d'une horde ou khanat.
Le premier khan de la Horde blanche est Orda, fils ainé de Djötchi (fils ainé de Gengis Khan).
Djötchi recevra de son père, Gengis Khan, les plaines à l'ouest de l'Irtych. Entre 1237 et 1242, après la mort de Djötchi, Batu, l'un de ses fils, ajoute à l'apanage de son défunt père le territoire kiptchak, le khanat bulgare et les plaines russes. En 1243, l'ulus de Batu est divisé en trois : Batu établit sa capitale à Saraï, sur la basse Volga ; Orda, le frère de Batu, reçoit en apanage de la part de son frère la région est de l’Aral jusqu’aux villes de Sugnak et d’Otrar, et au nord jusqu’aux montagnes Oulogtag ; et Tcheïban, un autre frère de Batu, reçoit les territoires du Sud et du Sud-Est de l’Oural méridional.

### Relation entre la Horde d'or et la Horde blanche
Les Khans de la Horde blanche sont les vassaux des Khans de la Horde d'or. Cependant Marco Polo dit que son troisème khan Khüinchi n'était soumis à personne. 
Théoriquement soumise au khan des domaines djötchides à l'ouest, la Horde blanche finira par établir sa suprématie sur la Horde d'or. Lors de la période de l'anarchie en 1360, la Horde blanche devient de fait indépendante et à partir de Qara Noghaï, descendant de Djötchi et de Toqa-Temür, la Horde blanche n'est plus dirigée par un descendant d'Orda. Ourous Khan, khan en 1368 cherchant à étendre la horde et d'unifier la Horde. Il mène une campagne vers l'ouest en 1373, sans réussir à tenir Saraï de manière continue. Il assassine Tui Khoja, chef toqa-temüride et père de Tokhtamych. Celui-ci se tourne vers Tamerlan pour se venger. Tamerlan  fournit à Tokhtamych des ressources et des forces, lui permettant de s'établir à Otrar et Sayram. Le fils d'Ourous, Qutlu-Buqa, qui gouverne l'est en l'absence de son père, attaque et expulse Tokhtamysh, qui cherche à nouveau refuge auprès de Tamerlan. Qutlu-Buqa, cependant, est mortellement blessé dans la bataille. Doté de plus de richesses et d'une nouvelle armée par Tamerlan, Tokhtamysh tente à nouveau sa chance, mais est vaincu par le fils suivant d'Ourous, Toqtaqiya ; Tokhtamysh est blessé d'une flèche au bras et ne se sauve qu'en traversant à la nage la rivière Syr Darya,.
Durant l'automne 1376, les troupes d'Ourous et de Tamerlan avancent l'une contre l'autre dans l'espace entre Sighnaq et Otrar. Le mauvais temps retarde l'engagement imminent et, malgré quelques escarmouches (au cours desquelles le fils d'Ourous, Tamerlan-Malik, est blessé), aucune bataille décisive n'a lieu. Ces petites batailles infligent des pertes importantes à Tamerlan qui se retire à Samarcande et Chakhrisabz. En 1377, Ourous meurt alors que le conflit est sur le point de reprendre,,. 
Tokhtamych réussit pour la première fois à unifier la Horde d'or à la Horde blanche de 1376 à 1395. Cette unification réussit en grande partie grâce à l'aide de Tamerlan,.

### Rébellion de Kouïlek
Kouïlek, soutenu par le khan ogodaïde, Qaïdou, et le khan djaghataïde de Transoxiane, Douwa, entre en rébellion contre son cousin, Bayan Khan. Celui-ci, malgré un manque de matériel militaire, matera la rébellion.

### Tokhtamych, Khan de la Horde blanche

#### L'entrée en scène de Tokhtamych
Le khan de la Horde blanche, Ourous (1361-1376), entre en conflit avec l'un de ses parents, Tokhtamych. Ce dernier se rend à Samarcande pour demander l'appui du roi de Transoxiane, Tamerlan.

#### Tokhtamych et Tamerlan
Tamerlan, heureux de gagner dans sa clientèle un prétendant gengiskanide, lui offrit les villes d'Otrâr, de Cabrân et de Sighnâq, à la frontière entre la Horde blanche et les territoires sous contrôle de Tamerlan. Mais le khan Ourous envoya deux de ses fils chasser Tokhtamych des territoires que Tamerlan lui avait confiés.
En 1377, Tamerlan entre dans le conflit, et inflige une défaite à la Horde blanche. Pendant l'hiver 1377-1378, Tokhtamych, toujours grâce à l'aide de Tamerlan, vainc l'un des fils d'Ourous, Timour-mélik, et s'impose comme khan de la Horde blanche,.

### La réunification de la Horde d'or et de la Horde blanche
Après être devenu khan de la Horde blanche, Tokhtamych, voyant que la Horde d'or s'effondre à la suite des révoltes des princes russes, décide de proposer sa candidature au trône des Kiptchaks.
Au printemps 1378, Tokhtamych part à la conquête des steppes russes. En 1380, sur les bords de la mer d'Azov, il bat le maitre de la Horde d'or, Mamaï.
Après cette victoire, Tokhtamych monte sur le trône de la Horde d'or, et restaure ainsi la puissance du khanat kiptchak.
Après cette unification, la Horde blanche est assimilée à la Horde d'or ; plus aucune différence n'existe entre les deux entités,.